# 地球撞擊資料庫
地球撞擊資料庫（Earth Impact Database）是一個收集地球撞擊坑或撞擊結構資訊的受到公信的網路資料庫。

## 概要
地球撞擊資料庫由加拿大渥太華自治領天文台（Dominion Observatory）的卡萊爾·史密斯·比爾斯博士建立於1955年。現在是加拿大新不伦瑞克大学行星與太空科學中心運作的非營利網路資料庫。
該資料庫目前已收錄了地球上 178 個撞擊區域。
該資料庫的列表還包含最近確認、可能性高、可能、懷疑和否定的撞擊地點列表。該資料庫可用於巡查和追蹤未確定撞擊點研究狀態。而保留被否定區域列表示因為它們可能會再有相關研究報告。這些地點將會首次出現在該列表，並且當確認並且收集了足夠資訊以滿足該資料庫嚴格的收錄標準後，這樣的地點就會從資料庫移除。

## 其他類似的資料庫
- Impact Database (formerly Suspected Earth Impact Sites (SEIS)), Impact Field Studies Group (IFSG) [3]
- Catalogue of the Earth's Impact structures, Siberian Center for Global Catastrophes[4]

## 外部連結
- Impact Meteor Crater Viewer（页面存档备份，存于） Google Maps Page with Locations of Meteor Craters around the world